# بانکو اسپریتو سانتو

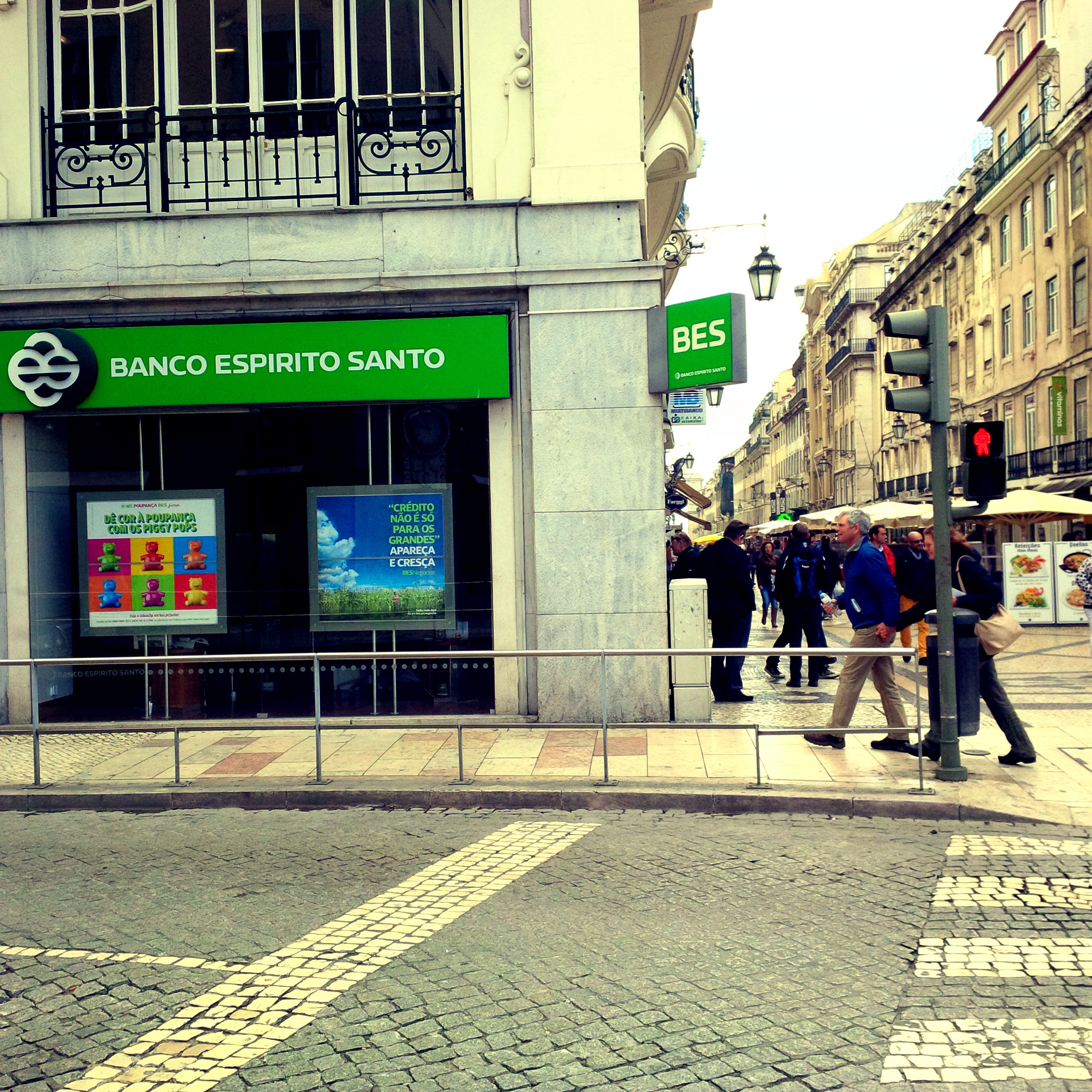
شعبه‌ای از بانکو اسپریتو سانتو

بانکو اسپریتو سانتو (به پرتغالی: Banco Espírito Santo) بانک پرتغالی است، که در سال ۱۹۲۰ تأسیس شد و امروزه با در اختیار داشتن بیش از ۲٫۱ میلیون مشتری، کنترل ۲۰ درصد از بازار خدمات مالی کشور پرتغال را در اختیار دارد و به‌عنوان دومین بانک بزرگ پرتغال شناخته می‌شود.
بانکو اسپریتو در کشورهای ایالات متحده آمریکا، آنگولا، بریتانیا، برزیل، آنگولا، سوئیس، فرانسه و لوکزامبورگ دارای شعبه‌های فعال است. بانک اسپریتو سانتو دارای سرمایه‌گذاری‌های مشترک با بانک‌های کردی اگریکول، یوبی‌اس و کی‌بی‌سی بانک می‌باشد.
شعبه مرکزی این بانک در شهر لیسبون، پرتغال قرار دارد و بخشی از سهام آن در بازار بورس یورونکست لیسبون دادوستد می‌شود.